# Mészáros Alajos (pap)
Mészáros Alajos (Tata, 1847. június 19. – Nagykároly, 1889. március 8.) piarista áldozópap és tanár.

## Élete
A gimnázium négy osztályát szülővárosában, az V-VIII. osztályt Esztergomban végezte. 1868. szeptember 8-án a belépett a piarista rendbe. A próbaévet Vácon töltötte; innét Kecskemétre küldetett, ahol a gimnázium VIII. osztályát 1870-ben bevégezte. 1870-73-ban Kolozsvárt a gimnázium I. osztályában tanított; 1873-ban Nagykárolyba helyezték át. Teológiai tanulmányait Kolozsvárt és magánúton elvégezvén, 1884. augusztus 22-én Szatmáron miséspappá szentelték. Nagybányán tanársága mellett a plébánián segédlelkészi és hitszónoki teendőket is végzett. 1877-ben a budapesti főgimnáziumhoz helyezték át. 1880. május 5-én a görög és latin nyelvből tanári oklevelet nyert. 1880-ban ismét Nagykárolyba tért vissza tanárnak. 
Cikke a nagykárolyi piarista főgimnázium Értesítőjében (1881. Mikor kezdte írni és mily sorrendben írta Horatius leveleit? Ism. Egyet. Philol. Közlöny 1882. 84. l.)